# Astragalus setosulus
Astragalus setosulus är en ärtväxtart som beskrevs av Nikolai Fedorovich Gontscharow. Astragalus setosulus ingår i släktet vedlar, och familjen ärtväxter. Inga underarter finns listade i Catalogue of Life.